# 白头山薹草
白头山薹草（学名：Carex peiktusanii）是莎草科薹草属的植物。分布在俄罗斯（远东地区）、朝鲜以及中国大陆的山西、山东、河北、辽宁、黑龙江等地，生长于海拔1,000米至1,640米的地区，见于林下或河边，目前尚未由人工引种栽培。

## 别名
长白薹草（东北草本植物志）